# François Mackandal
François Mackandal, Macandal o Makandal (en créole haitiano: Franswa Makandal; nacido en fecha desconocida, en África - fallecido 20 de enero de 1758 en Cap-Français, colonia Francesa de Saint-Domingue (actual Cap-Haïtien) fue un esclavo cimarrón, que encabezó varias rebeliones en el noroeste de Haití.
Era un «bossale» (un esclavo originario de África), a veces descrito como un sacerdote vudú o houngan. Acusado de «seducción, profanación y envenenamiento» por la autoridad colonial francesa, fue condenado a muerte el 20 de enero de 1758 y ejecutado el mismo día en la hoguera. Su personaje ha dado lugar a numerosas leyendas populares en el folclore de la isla.
Hoy en día, Mackandal es a menudo considerado como un símbolo de la lucha negra antiesclavista, y como uno de los precursores de la Revolución haitiana de 1791.

## Biografía

### Origen
Se desconoce su origen. Algunos han dicho que procedía del reino del Congo. Otros historiadores proponen que su etnicidad era la de un negro bakongo. Otras fuentes indican procedencia musulmana y que hablaba y escribía árabe, lo cual permite especular que provenía de Senegal, Mali o Guinea, aunque esta afirmación es tenue y altamente cuestionada, debido a la falta de información biográfica cierta y dado el predominio del vudú entre la población negra de la isla y la asociación de su figura con esta creencia. Lo único seguro es que llegó a la colonia francesa de Saint-Domingue en calidad de esclavo.

### Saint-Domingue
Según Moreau de Saint-Méry, que escribe treinta años después de los hechos, Mackandal era esclavo en una propiedad de Normant de Mézy en Limbé. Después de haber perdido una de sus manos, en una prensa del molino de caña de azúcar, a Mackandal se le encargó el cuidado de los animales. Según un relato popular, demasiado lírico y de autenticidad dudosa, Mackandal se fugó luego de haber suscitado los celos de su amo por seducir a una joven esclava negra de la cual su amo se había enamorado. En esto encontró el amo un pretexto para maltratarlo. Frente a esta injusticia, huye y se convierte en un cimarrón. En ese estado permaneció por 18 años, creando una red de organizaciones secretas conectadas con los esclavos de la plantaciones. Según CLR James, Mackandal tenía la misma elocuencia que un orador europeo. Dirigía a los cimarrones a asaltar plantaciones en la noche, incendiando las propiedades y matando a los propietarios.
A lo largo de seis años de planificación y organización, Mackandal organizó una revuelta contra los amos blancos franceses. Es probable que Mackandal haya tenido una estrecha relación con el vudú. Considerado un houngan, se rumoreaba que era inmortal y era temido por sus congéneres. Preparaba venenos a partir de plantas y los distribuía entre los esclavos con el fin de que estos lo mezclaran en las bebidas o en los alimentos de los amos franceses. Para tal fin, creó una cobertura secreta en las plantaciones.

### Condena y muerte
Traicionado por uno de los suyos, que fue atrapado y torturado para que confesara, es capturado. Juzgado por el Consejo superior de Cap-Français,- hoy Cap-Haïtien –, es declarado culpable el 20 de enero de 1758.
« ... debidamente nos hemos convencido de que él fue prestigioso entre los negros y que los ha corrompido y seducido por su prestigio y estuvo participando en actos de impiedad y profanación, de los que le sería entregado una mezcla de cosas santas para la composición y para el uso de los llamados paquetes mágicos, usando la adivinación, y que a los negros les era vendido y distribuido veneno de todo tipo ».
Fue condenado a hacer una amende honorable, y, después de haber sido sujeto a una "cuestión ordinaria y extraordinaria" (tortura) con el fin de que delatara a sus cómplices, cosa que hizo, fue quemado vivo en la plaza pública de Cap-Français.
Los negros afirmaron que mientras ardía Mackandal logró saltar fuera de la hoguera convertido en una bestia alada y volar a la seguridad, por lo cual los esclavos exclamaban: « Macandal sauvé !» (Mackandal salvado).

## Posteridad: entre la realidad y la leyenda
Según Moreau de Saint-Méry, Mackandal inspiró en los esclavos negros más terror que admiración, de tal manera que los negros solían llamar «macandals» a los venenos y a los envenenadores, resultando este nombre «en una de las más crueles injurias que puedan dirigirse entre ellos».
La ejecución de Mackandal precede treinta y tres años de la Revolución haitiana de 1791, año en el que se inició la primera revuelta de esclavos negros que culminaría con el establecimiento, en 1804, de Haití como primera república (Imperio desde el 22 de septiembre) negra libre del mundo.

### En la cultura popular
- El escritor cubano Alejo Carpentier aborda la personalidad legendaria de Mackandal en El reino de este mundo (1949), una de sus novelas pertenecientes a lo real maravilloso (no confundir con realismo mágico).
- La figura de Mackandal es abordada en The Serpent and the Rainbow, libro de Wade Davis consagrado al vudú, publicado en 1985.
- El escritor dominicano Manuel Antonio Rueda González quien publicaba como Manuel Rueda publicó La Metamorfosis de Mackandal  (1998)  inspirado en la leyenda y en la identidad y las fronteras de la isla de Saint Domingue. Que a su vez se convirtió en obra teatral de la autoría del dramaturgo y director dominicano Haffe Serulle que fuera llevada a escena por la Compañía Nacional de Arte Dramático, bajo la dirección de Fausto Rojas.
- En la novela American Gods de Neil Gaiman, un niño llamado Agasu es esclavizado en África y llevado a Haití, donde accidentalmente pierde un brazo y organiza una rebelión contra el gobierno europeo. Una trayectoria vital similar a la de Mackandal.
- En el videojuego Assassin's Creed: Liberation, publicado en 2014, un personaje con el nombre de François Mackandal es un líder de los Asesinos. Es mencionado nuevamente en Assassin's Creed: Rogue, y en la película Assassin's Creed.
- En novela de la escritora chilena Isabel Allende titulado "La Isla bajo el Mar" hace mención de este personaje histórico como parte de la narrativa en torno a la historia principal.

### Archivos
- « Macandale, chef des noirs révoltés, arrêt de condamnation par le Conseil supérieur du Cap-Français à Saint-Domingue (1758) », sur le site des Archives nationales d'outre-mer (ANOM).